# Faro (distrikt)
Distrito de Faro är ett av Portugals 18 distrikt vars residensstad är Faro.
I den nya indelningen av landet ingår distriktet i den statistiska regionen (NUTS 2) Algarve, och sammanfaller helt med den statistiska underregionen (NUTS 3) Algarve.

## Geografi
Distriktet ligger i södra Portugal.
Det gränsar i norr till Beja, i öst till Spanien, i söder och väst har det kust mot Atlanten. Distriktet har 439 370 invånare och en yta på 4 997 kvadratkilometer.

## Tätorter
De största tätorterna i distriktet:

- Faro
- Loulé
- Albufeira
- Lagos
- Lagoa
- Portimão
- Tavira
- Vila Real de Santo António

## Kommuner
Faros distrikt omfattar 16 kommuner.

- Albufeira
- Alcoutim
- Aljezur
- Castro Marim
- Faro
- Lagoa
- Lagos
- Loulé
- Monchique
- Olhão
- Portimão
- São Brás de Alportel
- Silves
- Tavira
- Vila do Bispo
- Vila Real de Santo António